# Domingos do Rosário
Diogo do Rosário (nascido na Irlanda no século XVI) foi um frade dominicano, falecido em 1580. Foi prior do Convento de São Domingos de Guimarães. Escreveu uma História de Santos e fundou o Convento do Corpo Santo, na cidade de Lisboa.

## Obras
- Flos Sanctorum, Historia Da Vida & Feitos Heroycos & Obras Insignes Dos Sanctos: Com Muutis Semões & Praticas Sprirituaes, Que Servem a Muitas Festas Do Anno. Revistas & Cotejadas Cõ Os Seus Originaes Autenticos, Polo Padre.. Da Ordem de São Domingos, de Mandado Do.. Frey Bartholomeu Dos Martyres.. (Braga: em casa de Antonio de Maris); [B.P.E. Res.238; Res.238-A].